# 胡世勳
胡世勳（1914年2月5日—2000年2月17日），字子勋，浙江吴兴人，出生于法国巴黎，中华民国外交官，清末民初政要胡惟德五子。

## 生平
胡世勳早年毕业于北平辅仁大学并获英国文学系学士学位，后赴美国留学，获哥伦比亚大学国际关系硕士学位。后曾任中国驻美工业合作社分社秘书、经济部工矿调整处视察。1942年起任职于外交部，担任过中华民国驻纽约、芝加哥、休斯敦等地副领事、领事，驻休斯敦总领事、驻檀香山总领事等。1966年出任外交部欧洲司司长。1970年至1974年间任中华民国驻巴拉圭大使。其后又再度出任欧洲司司长，1986年任外交部北美事务协调委员会主任委员。2000年在台北荣民总医院逝世。